# Jolin Boldt
Jolin Katarina Boldt (geboren 27. August 1951 in Helsinki; gestorben 1. Oktober 2023) war eine finnische und schwedische Journalistin und Debatteurin.

## Leben und Wirken
Jolin Boldt wurde 1951 in einer finnlandschwedischen Familie im zweisprachigen Helsinki (schwedisch Helsingfors) geboren. Ihre Eltern waren die Bibliotheksrätin Barbro (1913–1992) und der Militär und spätere Vorsitzende von Amnesty International Finland Lauri Boldt (1910–1982). Sie besuchte die schwedischsprachige Schule Tölö svenska samskola und war bereits als Teenager in der Jugendbewegung aktiv. Ihr Engagement setzte sie als Studentin der Universität Helsinki fort, wo sie ein Studium der Literatur absolvierte.
1977 zog Boldt nach Schweden um und gründete dort eine Familie. Bereits in Finnland hatte sie begonnen als Journalistin zu arbeiten. In Schweden setzte sie ihre Karriere fort und arbeitete zunächst als Redakteurin für die Zeitung des „Reichsverbands der Finnlandschweden in Schweden“ (Finlandssvenskarnas riksförbund i Sverige). Gleichzeitig schrieb sie freiberuflich Theater- und Literaturkritiken für die schwedischsprachige überregionale Zeitung Hufvudstadsbladet in Finnland.
Später führte Boldts Weg zur staatlichen Invandrartidningen („Die Einwandererzeitung“). Dort arbeitete sie zuerst als Reporterin, danach als Redaktionssekretärin, Redaktionschefin und am Ende als Chefredakteurin. Nachdem die Regierung die Zeitung eingestellt hatte, erwarb Boldt die Rechte und gründete sie 1998 als Nyhetstidningen Sesam („Nachrichtenzeitung Sesam“) neu, um das bewährte Nachrichtenkonzept in einfacher Sprache und mit Einwanderern als Zielgruppe weiterzuführen. Die Zeitung wurde ein Sprungbrett für junge Journalisten – darunter viele mit Migrationshintergrund. Boldt war verantwortliche Herausgeberin und Chefredakteurin, bis sie für das Unternehmen 2002 Insolvenz anmelden musste. Die Zeitung wurde danach von der Medienkooperative Fria Tidningar („Freie Zeitungen“) übernommen und wird heute als Sesam öppnar dörrar („Sesam öffnet Türen“) weitergeführt.
Boldt setzte ihr gesellschaftliches Engagement zunächst als Presseverantwortliche beim Centrum mot rasism („Zentrum gegen Rassismus“) fort. 2003 wurde sie als Dozentin (schwedisch Adjunkt) an der Hochschule Södertörn angestellt und lehrte danach in der Journalistenausbildung. In dieser Zeit wurde sie mehrmals als Gastvorleserin an die Schwedische Sozial- und Kommunalhochschule in Helsingfors eingeladen. Noch nachdem sie pensioniert war, hielt sie vereinzelte Journalistikkurse in Södertörn. Ihre Rolle als Journalistin und ihr Engagement zu Fragen von Minderheiten und zur Ausländerintegration wurden in Nachrufen in den großen überregionalen Zeitungen Dagens Nyheter (Schweden) und Hufvudstadsbladet (Finnland) gewürdigt.
Jolin Boldt lebte in Huddinge bei Stockholm.